# Bodotria serica
Bodotria serica är en kräftdjursart som beskrevs av Francis Day 1978. Bodotria serica ingår i släktet Bodotria och familjen Bodotriidae. Inga underarter finns listade i Catalogue of Life.